# ESAS Holding
De ESAS Holding A.S. is een Turkse holdingvennootschap. Het is onderdeel van het op een na grootste bedrijf van Turkije, Sabancı.
De ESAS Holding werd in augustus van het jaar 2000 opgezet. De eerste grote stap van het bedrijf was de overname van Medline in december van hetzelfde jaar. De CEO van het bedrijf is Sevket Sabancı. Het bedrijf richt zich vooral op de luchtvaart en de gezondheidszorg. In het jaar 2009 werd een omzet gedraaid van ca. 452 miljoen euro.

## Onderdelen
De ESAS Holding bezit de volgende belangrijke onderdelen:
- Pegasus Airlines - Turkse luchtvaartmaatschappij (62,9%)
- IZair - Turkse luchtvaartmaatschappij (20%)
- Medair - bezit 2 reddingshelikopters
- Electro World - Elecktronica-winkelketen in Istanboel (50%)

Joint Venture met Dixons Stores International
- Medline - Reddingsorganisatie (Sinds december 2000)
- ER Gayrimenkul - Vastgoed-projectontwikkelaars

Joint Venture met REIT Asset Management Co. (Sinds augustus 2007)
- Bonservis - Levensmiddelenhandelaar
- City Farm Organic Yasam - Bio-levensmiddelen kleinhandel
- Çoban Yoğurt - Fabrikant van yoghurt- kaas- en melkproducten
- Peyman Kuruyemiş - Fabrikant van zoetwaren
- Esasli Et - Vleesproducten
- BSK Birleşik Sağlık Kurumları - Gezondheidsdiensten

Joint Venture met Eren Holding in oktober 2007
Exploitant van 6 ziekenhuizen in Turkije
- Promed - Elektronische commissie diensten op het gebied van geneeskunde